# Micromus usingeri
Micromus usingeri is een insect uit de familie van de bruine gaasvliegen (Hemerobiidae), die tot de orde netvleugeligen (Neuroptera) behoort. 
Micromus usingeri is voor het eerst wetenschappelijk beschreven door Zimmerman in 1940.